# Visseltofta kyrka
Visseltofta kyrka är en kyrkobyggnad i Visseltofta. Den är en av två kyrkor i Osby-Visseltofta församling i Lunds stift.

## Kyrkobyggnaden
Kyrkan byggdes ursprungligen på medeltiden, antagligen i slutet av 1100-talet, med smalare kor i öster. 1781 byggdes en korsarm i norr och 1839 tillkom västtornet. Det tillkom aldrig någon sydlig korsarm.

## Inventarier
- Predikstolen dateras till 1594.
- Altaruppsatsen av additionsaltartyp stammar från samma tid som predikstolen. Målningarna i dess fält utfördes på 1700-talet.
- Dopfunten av sten är samtida med kyrkan.
- I kyrkan finns två träskulpturer som tros stamma från 1300-talet. De står på varsin sida av korbågen. Skulpturen som står i norr föreställer jungfru Maria med Jesusbarnet och den södra helgonet Sankt Olof.

### Orgel
- 1852 byggde Johan Nikolaus Söderling, Göteborg en orgel med 7 1/2 stämmor.
- 1891 byggde Carl August Johansson, Virestad en orgel med 9 stämmor.
- Den nuvarande orgeln byggdes 1952 av Frederiksborgs Orgelbyggeri, Hilleröd, Danmark och är en mekanisk orgel.

| Manual I        | Manual II     | Pedal        | Koppel |
| Principal 8'    | Rörflöjt 8´   | Subbas 16´   | I/P    |
| Gedakt 8'       | Principal 4'  | Oktavbas 8´  | II/P   |
| Oktava 4'       | Blockflöjt 4' | Nachthorn 4' | II/I   |
| Oktava 2'       | Waldflöjt 2'  |              |        |
| Mixtur 4-5 chor | Cymbel 3 chor |              |        |
|                 | Regal 8'      |              |        |